# Billy Bowlegs
Holata Micco, probabile storpiatura di O-lac-to-mi-co (anche Halpatter o Halbutta Micco, Capo Alligatore), soprannominato dai contemporanei Billy Bowlegs (Contea di Alachua, circa 1810 – Territorio indiano dell'Oklahoma, tra marzo e maggio 1859), è stato un politico e guerriero nativo americano, uno dei principali capitribù dei seminole tra la prima e la seconda metà del XIX secolo, così come loro ultimo capo indipendente.
Dopo aver combattuto in giovinezza nelle guerre contro gli Stati Uniti, divenne capo degli ultimi seminole rimasti in Florida. Condusse la terza e ultima guerra seminole contro gli Stati Uniti d'America negli anni 1850, resistendo per alcuni anni ai tentativi di espulsione dalla propria terra. L'esiguità numerica dei seminole lo costrinse tuttavia alla resa agli statunitensi nel 1858 e ad accettare la deportazione in Oklahoma, evento conosciuto come Sentiero delle lacrime, dove infine morì l'anno successivo.

## Biografia

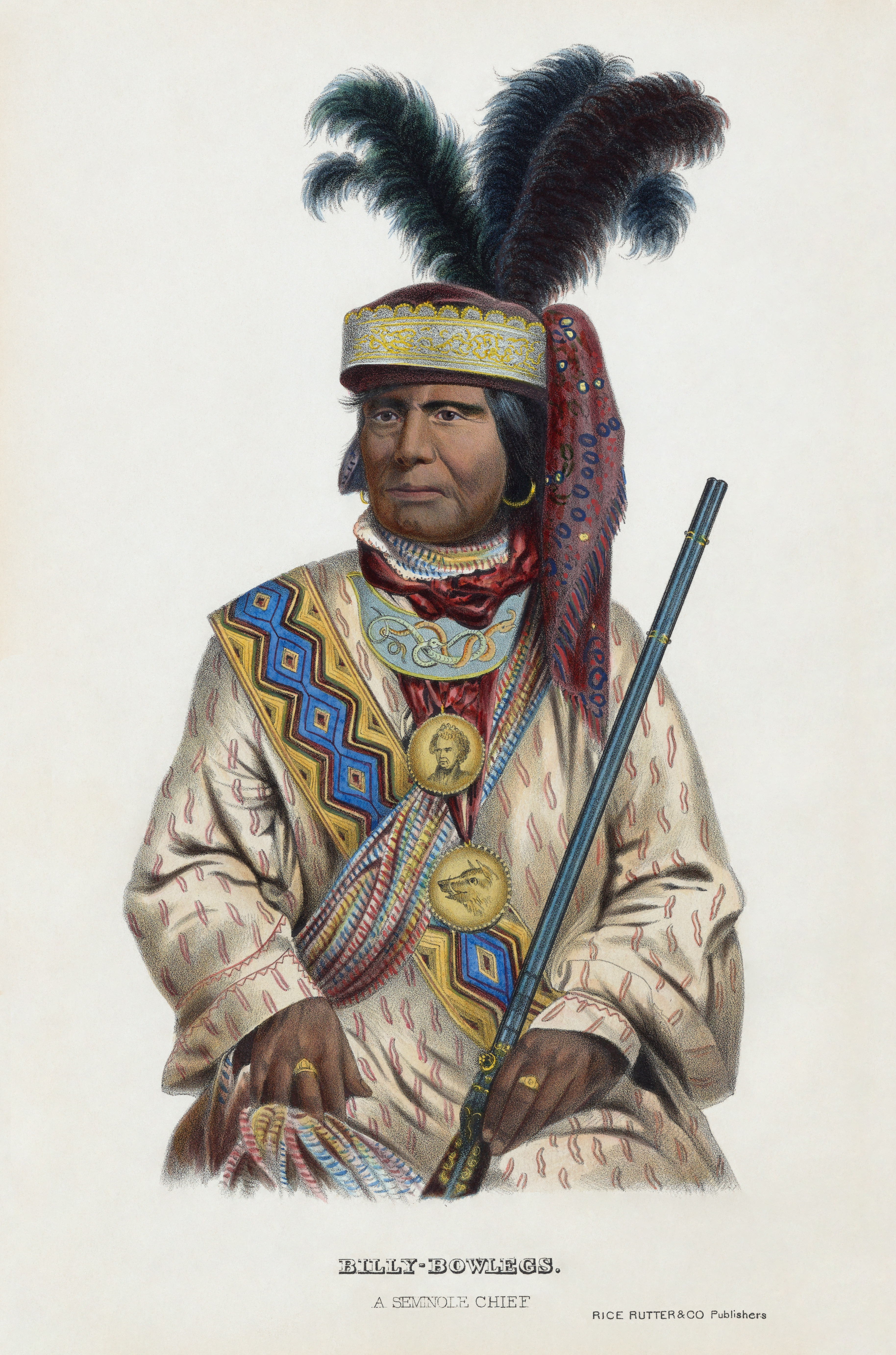
Litografia di Billy Bowlegs, basata probabilmente sulla sua foto

### Il nome
"Billy Bowlegs" (lett. "Billy gambe ad arco"), nome con cui è maggiormente noto, gli fu imposto dagli statunitensi, i quali non riuscivano a comprendere gli originali prenomi nativi, cui non davano importanza. Si trattava probabilmente di una storpiatura del nome di un precedente capo nativo, tale Bolek. Il suo vero nome proprio era O-lac-te-mi-co, anche reso come Holata Micco o simile, tradotto come "Capo Alligatore". Esistettero anche altri "Billy Bowlegs" precedenti e successivi, il cui legame col capotribù non è chiaro.

### Vita

#### Prime battaglie
Nacque in un'importante famiglia seminole nella contea di Alachua, vicino all'odierna città di Micanopy, attorno al 1810. Era imparentato col capotribù dei creek Secoffee, migrato verso sud alla metà del XVIII secolo guidando una parte del proprio popolo, stabilendosi in Florida e formando i primi gruppi di seminole. Un capotribù omonimo di nome Billy Bowlegs, figlio di Secoffee, viene spesso confuso con lui, ma è impossibile che si tratti della stessa persona in quanto questo primo Bowlegs era già attivo prima della nascita di Holata Micco. Divenne uno dei principali guerrieri seminole, cominciando a combattere già da ragazzino contro le truppe del generale e futuro presidente degli Stati Uniti d'America, Andrew Jackson, che negli ultimi anni 1810 cercava di pacificare la Florida e stroncare la resistenza dei nativi americani. Imparò inoltre a parlare fluentemente la lingua inglese e la lingua spagnola.
Nel 1837 venne espulso da Micanopy con tutti gli altri seminole a causa dell'ostilità dei coloni bianchi e delle milizie locali, e si diede totalmente alla causa dei nativi. Si mise allora a capo di numerosi seminole e attaccò e massacrò il 7 luglio dello stesso anno una famiglia di coloni nella contea di Ware, in Georgia, che aveva preso possesso di quelle che un tempo erano state terre indiane. Assurse al ruolo di capotribù all'inizio degli anni 1840 dopo che il 22 luglio 1839, in piena seconda guerra seminole, era riuscito a respingere un'incursione del capitano William S. Harney: sorpreso nel sonno l'accampamento statunitense, Bowlegs e 250 guerrieri uccisero 18 soldati e misero in fuga il resto della compagine; lo stesso Harney si salvò solo attraversando a nuoto un vicino fiume.

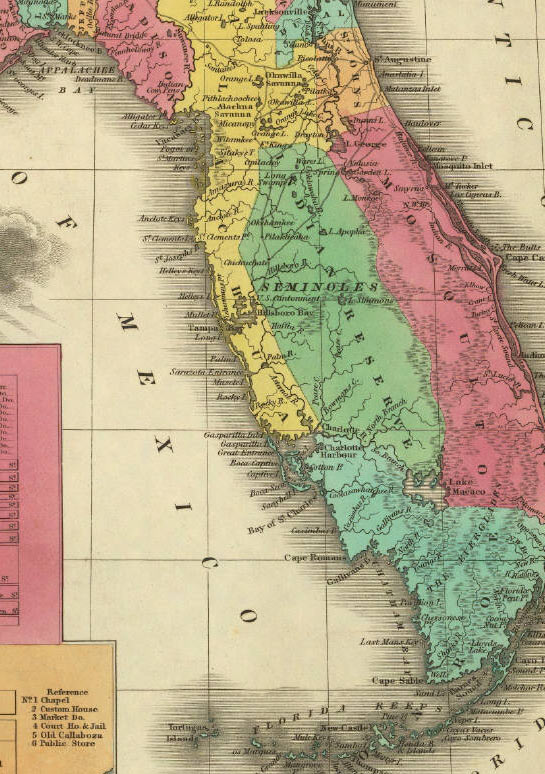
La riserva seminole al centro della Florida tra la seconda e la terza guerra contro gli Stati Uniti (1842-1855, verde chiaro)

Ormai le guerre seminole stavano volgendo al peggio per i nativi: già nel 1840 Harney poté attaccare un villaggio indiano e uccidere vari prigionieri, costringendo i restanti seminole a ritirarsi nelle paludi circostanti. Da allora Billy Bowlegs cercò di mantenere un rapporto pacifico con i coloni per evitare una ripresa delle ostilità, agevolato anche dalla volontà di terminare il conflitto dell'allora comandante americano, il colonnello William J. Worth; si giunse così alla pace nel 1842. Avendo rifiutato le offerte di ricollocamento negli Stati Uniti d'America occidentali per sé e la sua famiglia, il governo statunitense gli concesse un lotto di terra nelle Everglades compreso in un'apposita riserva indiana. Durante questo periodo sposò due donne, stabilì lucrative piantagioni e possedette schiavi afroamericani (almeno una quarantina).

#### L'ultimo capotribù seminole
Con gli anziani seminole decimati dalle deportazioni, Holata Micco divenne infine la guida indiscussa degli ultimi nativi rimasti, costretti a ritirarsi sempre più all'interno delle Everglades a causa dell'aggressivo espansionismo dei coloni della Florida. Bowlegs era incline a cercare un accordo con gli statunitensi, e durante gli anni successivi tenne numerosi colloqui con le autorità federali, compiendo nel 1852 un viaggio diplomatico a Washington e New York per concordare col presidente Millard Fillmore un eventuale futuro trasferimento dei seminole verso occidente. Non tutti i seminole erano d'accordo a lasciare la propria terra e ciò portò a notevoli tensioni interne alla tribù.
Ma il governo statunitense era determinato a ottenere l'espulsione dei seminole. Già nel 1849 l'omicidio di tre coloni aveva quasi scatenato la guerra, ma Bowlegs aveva prontamente consegnato i colpevoli al generale David E. Twiggs, scongiurando così il conflitto. Il generale cercò di convincere i seminole a emigrare, ma Bowlegs infine rifiutò. L'anno seguente Twiggs offrì al capotribù 215 000 dollari affinché lui e i restanti seminole abbandonassero la Florida, ma egli rifiutò sdegnosamente l'offerta. Le autorità statunitensi erano sempre più ansiose di colonizzare per intero la Florida, e l'approvazione nel 1850 dello Swamp Land Act, che autorizzava la bonifica agraria delle Everglades, era un chiaro attacco agli interessi dei seminole, che detenevano la proprietà della maggior parte dei territori paludosi. Nel 1854 Bowlegs tornò a Washington per ribadire la volontà del suo popolo di non abbandonare le proprie terre.

#### Terza guerra seminole
Le angherie delle truppe di William S. Harney, ormai generale e certamente in cerca di vendetta contro Bowlegs per averlo quasi ucciso alcuni anni prima, portarono allo scoppio della terza e ultima guerra seminole nel 1855: cercando di provocare la guerra e ottenere il definitivo annientamento dei nativi, alcuni agrimensori governativi istigati da Harney devastarono una piantagione di banani appartenente al capotribù, provocandone la reazione armata. Il 20 dicembre 1855 Holata Micco e i suoi guerrieri irruppero nell'accampamento americano responsabile della provocazione e massacrarono la guarnigione, facendo così scoppiare le ostilità.

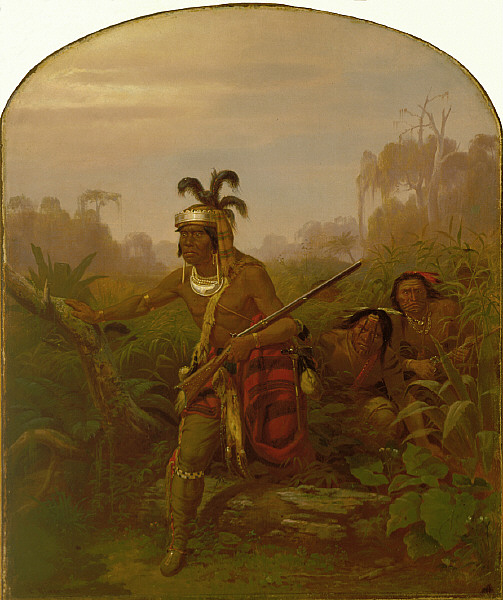
Il Capo Billy Bowlegs (Charles Wimar, 1861)

La conseguente guerra, pur non raggiungendo significativi picchi di violenza, vide la forte resistenza dei nativi e la spesa di 20 000 000 di dollari da parte del governo statunitense, determinato a rimuovere i seminole dalla loro terra. I nativi, non disponendo di un esercito numeroso, erano consapevoli di non poter vincere in campo aperto e poterono ricorrere solo alla guerriglia, tattica che il Segretario alla Guerra degli Stati Uniti d'America, Jefferson Davis, ammise essere piuttosto efficace e dispendiosa per il governo statunitense. Per agevolare la sconfitta dei nativi, il governo americano pose delle taglie sulla testa di ogni seminole, promettendo tale compenso anche a chi si fosse arreso.
Ormai i seminole erano rimasti solo in poche migliaia, di cui al massimo qualche centinaio di guerrieri, e non erano in grado di opporre una resistenza prolungata. Nel 1857 poi gli statunitensi individuarono e saccheggiarono l'accampamento di Bowlegs, privandolo dei pochi mezzi di cui ancora disponeva. Fu così che, nei primi giorni del maggio 1858, Billy Bowlegs decise infine di arrendersi al presidio di Fort Myers e accettare il trasferimento forzato dalla Florida. La guerra era costata ai nativi circa 1500 morti, e al momento della resa l'esercito di Holata Micco era composto solo da una quarantina di guerrieri. Il capotribù ottenne un compenso monetario di svariate migliaia di dollari in cambio della cessazione delle ostilità, cosa che da molti fu visto come un riuscito tentativo di corruzione.

#### Ultimi anni, morte ed eredità
Subito dopo la resa 125 seminole, inclusa la moglie del capotribù, furono imbarcati sul piroscafo Grey Cloud e portati via dalla Florida. Il 28 maggio 1858 Bowlegs e altri 165 seminole lasciarono anch'essi la Florida via nave. I nativi sbarcarono a New Orleans, dove comunque vennero ben accolti dalla popolazione e dove rimasero per alcune settimane. Intrapresero poi il sentiero delle lacrime verso il territorio indiano dell'Oklahoma, dove Bowlegs continuò a essere un capo della propria gente. Tornò almeno un'altra volta in Florida per convincere altri seminole a seguirlo, riuscendo nel 1859 a farne trasferire altri 75. Non tutti i seminole erano stati rimossi dal territorio della Florida, ma con lo scoppio della guerra civile americana il governo statunitense abbandonò definitivamente il tentativo di rimuoverli del tutto e i pochi superstiti poterono rimanervi, pur confinati nelle zone più remote.
Di lì a poco Holata Micco si ammalò di vaiolo e morì nella sua nuova dimora nel West in marzo, aprile o maggio del 1859; non aveva mai rinunciato alla sua identità seminole, come non aveva abbandonato la fede nel Grande Spirito. Prima delle guerre sioux era considerato tra i più formidabili capi indiani mai affrontati dagli statunitensi. Non è chiaro se il capitano Billy Bowlegs che combatté nelle file dell'Unione durante la guerra civile americana fosse sempre il capo indiano, oppure semplicemente un seminole che ne aveva preso il nome per onorarlo, morendo comunque durante un'epidemia nel 1864. In onore del capotribù fu fondata la città di Bowlegs, nella contea di Seminole (Oklahoma).

### Annotazioni
1. ↑  Alla fine della seconda guerra seminole nel 1842 viene descritto come "abbastanza giovane", mentre al suo arrivo a New Orleans nel 1858 viene descritto come "di circa cinquant'anni", dati che collocano la sua data di nascita attorno al 1810. Cfr. Foreman 1955, pp. 518-520.
2. ↑  I seminole erano una delle nazioni indiane più recenti, formatasi a partire dalla prima metà del XVIII secolo con la migrazione verso la Florida di alcune tribù dei creek, fenomeno intensificatosi dopo l'indipendenza degli Stati Uniti e la guerra creek. I seminole mantenevano varie affinità coi vicini creek, ma avevano incorporato presso di sé anche numerosi afroamericani, soprattutto schiavi fuggiti dalle piantagioni. Cfr. (EN) Seminole Timeline, su semtribe.com. URL consultato il 21 marzo 2024 (archiviato dall'url originale il 1º marzo 2010). e  (EN) Kings and Generals, Seminoles - Native American Who Never Surrendered, 21 marzo 2021.
3. ↑  A causa dell'inflazione l'esatta corrispondenza coi dollari di oggi è difficilmente calcolabile, ma grossolanamente possono corrispondere a 8 500 000 di dollari attuali (2024).
4. ↑  A causa dell'inflazione l'esatta corrispondenza coi dollari di oggi è difficilmente calcolabile, ma grossolanamente possono corrispondere a 750 000 000 di dollari attuali (2024).

### Riferimenti
1. 1 2  Roxburgh 2018, p. 41.
2. 1 2 3 4 5 6 7 8 9  (EN) Gail Clement, Chief Billy Bowlegs, su everglades.fiu.edu. URL consultato l'8 febbraio 2023 (archiviato dall'url originale il 7 febbraio 2017).
3. 1 2 3 4 5 6 7 8 9 10 11  Porter 1988, p. 111.
4. 1 2 3 4 5 6 7 8 9  (EN) Tom Todd, Billy Bowlegs, su it.findagrave.com.
5. ↑  Foreman 1955, p. 512.
6. ↑  Foreman 1955, pp. 512-515.
7. ↑  Foreman 1955, pp. 522 e 528.
8. 1 2 3  Doubleday 1998, p. 352.
9. ↑  (EN) The Wilds Massacre, in Savannah Morning News, 28 gennaio 1894,  p. 3.
10. ↑  Foreman 1955, pp. 515-516.
11. 1 2 3  Foreman 1955, p. 516.
12. 1 2 3  Foreman 1955, p. 520.
13. 1 2 3 4 5  (EN) Billy Bowlegs Biography, su infoplease.com.
14. 1 2 3 4  Foreman 1955, p. 527.
15. 1 2 3 4 5 6  Doubleday 1998, p. 353.
16. ↑  Foreman 1955, p. 523.
17. ↑  Foreman 1955, pp. 520-522.
18. ↑  Roxburgh 2018, p. 38.
19. 1 2 3 4  Foreman 1955, p. 524.
20. 1 2 3 4 5 6 7 8 9  Porter 1988, p. 112.
21. ↑  Roxburgh 2018, p. 39.
22. 1 2  Roxburgh 2018, p. 40.
23. ↑  Foreman 1955, pp. 526-527.
24. 1 2  Roxburgh 2018, p. 42.
25. 1 2  Foreman 1955, p. 518.
26. ↑  Foreman 1955, p. 528.
27. 1 2  Drake 1872, p. 111.
28. ↑  Foreman 1955, pp. 529-530.
29. ↑  Foreman 1955, pp. 530-532.
30. ↑  (EN) Quentin Parker, Welcome to Horneytown, North Carolina, Population: 15, Adams Media, 2010, ISBN 9781440507397.